# اژدها می‌آید
اژدها می‌آید یا سبک رزمی مار و دُرنای شائولین (به چینی: 蛇鶴八步) یک فیلم رزمی هنگ کنگی محصول سال ۱۹۷۸ به کارگردانی چن چی هوا با بازی جکی چان است. این فیلم توسط شرکت اورنج اسکای گلدن هاروست منتشر شد.